# إدارة التلقيح

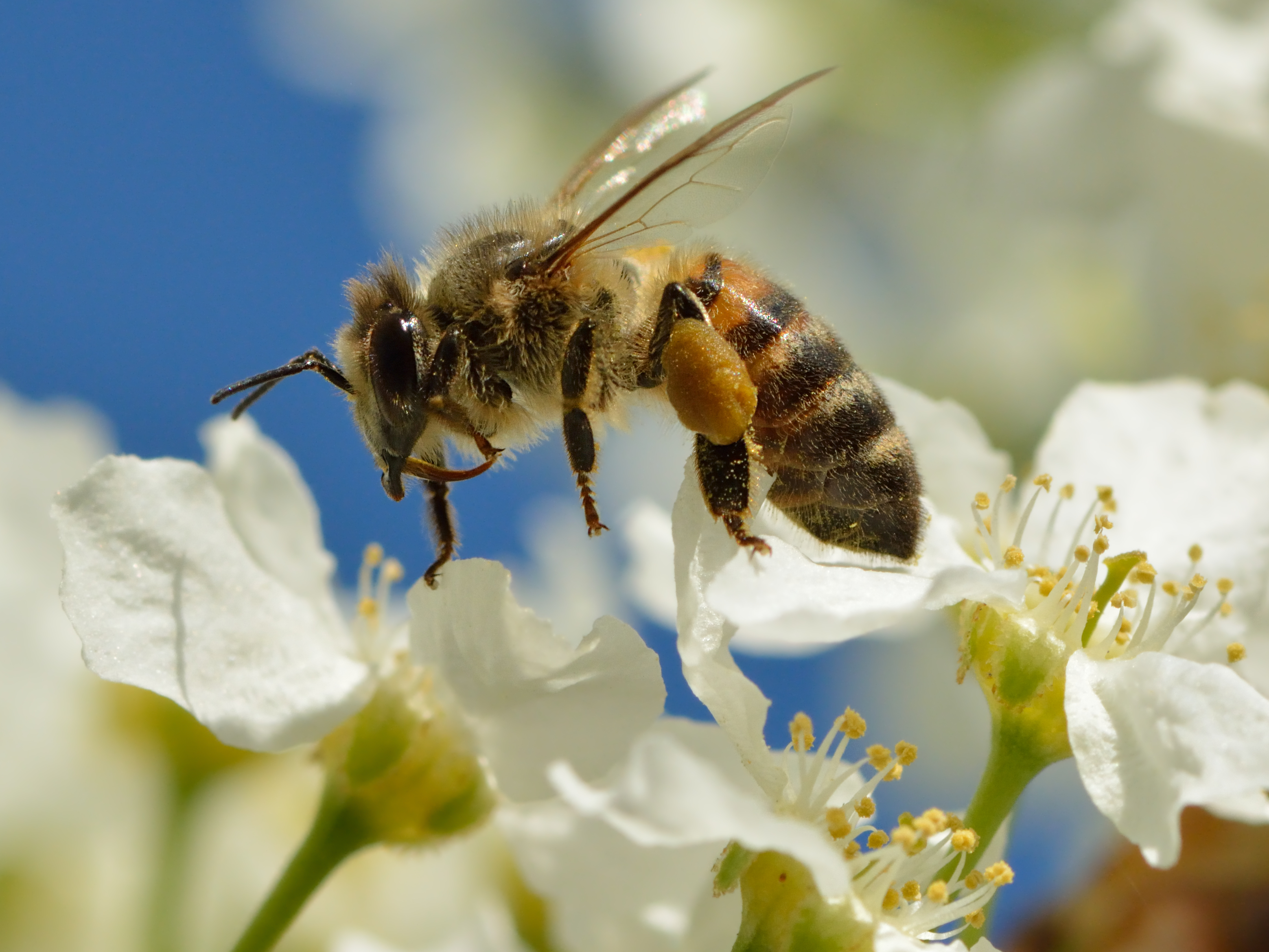
عسل النحل على طيور الكرز يتكيف بشكل خاص مع عملية جمع حبوب اللقاح ونقلها ، وبالتالي تكون أكثر الملقحات شيوعا. لاحظ اللقاح البني الفاتح في سلة اللقاح.

إدارة التلقيح هو مسمى للممارسات البستانية التي تحقق أو تعزز تلقيح المحاصيل لتحسين العائد أو الجودة، وتم ذلك من خلال فهم احتياجات التلقيح لكل محصول بصفة خاصة، وبإدارة المعرفة فيمن يتعلق بكل من الملقحات، والملقِحات، وظروف التلقيح.